# بلدة أوفيد (مقاطعة كلينتون)
أوفيد، مقاطعة كلينتون (بالإنجليزية: Ovid Township, Clinton County, Michigan)‏ هي بلدة تقع بولاية ميشيغان في الولايات المتحدة. تبلغ مساحتها 93.1 (كم²)، وترتفع عن سطح البحر 227 م، بلغ عدد سكانها 3490 نسمة في عام تعداد الولايات المتحدة 2000 حسب إحصاء مكتب تعداد الولايات المتحدة وتصل الكثافة السكانية فيها 37.6 نسمة/كم2.

## وصلات خارجية
- The US50 - Cities and Towns in Michigan State
- Michigan Cities and Towns, Facts, Map, Flag, Colleges, Government, and More